# إريك بونجور
إريك بونجور هو سياسي سويسري، ولد في 1973. نشط حزبياً في حزب الشعب السويسري.